# Adamów (Zamość)
Adamów è un comune rurale polacco del distretto di Zamość, nel voivodato di Lublino.
Ricopre una superficie di 110,55 km² e nel 2004 contava 5 145 abitanti.